# Chris Bowles
Chris Bowles (19 de septiembre de 1957) es un deportista británico que compitió en judo. Ganó una medalla de plata en el Campeonato Europeo de Judo de 1980 en la categoría de –71 kg.
Participó en los Juegos Olímpicos de Moscú 1980, donde finalizó duodécimo en la categoría de –78 kg.

## Palmarés internacional
| Campeonato Europeo | Campeonato Europeo | Campeonato Europeo | Campeonato Europeo |
| Año                | Lugar              | Medalla            | Categoría          |
| ------------------ | ------------------ | ------------------ | ------------------ |
| 1980               | Viena (Austria)    | Medalla de plata   | –71 kg             |